# Roville-devant-Bayon
Roville-devant-Bayon è un comune francese di 787 abitanti situato nel dipartimento della Meurthe e Mosella nella regione del Grand Est.

## Società

### Evoluzione demografica
Abitanti censiti